# 비큐AI
비큐AI(BECUAI)는 1998년 설립되어 2022년 6월 코스닥 시장에 상장한 국내 최대의 뉴스데이터 보유 기업이다. 한국언론진흥재단과 뉴스저작물 이용 계약을 체결한 기업으로, 한국언론진흥재단에 저작권을 위탁하지 않은 언론사와도 유통 계약을 별도로 진행하여 국내 주요 언론사의 뉴스데이터를 합법적으로 유통시킬 수 있는 기업이다. 뉴스스크랩 서비스인 아이서퍼 외에도 최근 AI 학습용 뉴스데이터 공급 사업을 추진하고 있다. 2024년 비플라이소프트에서 현재의 사명으로 변경하였다.

## 주요 연혁
1998년 8월, 회사설립 (대표자: 임경환, 자본금: 100백만원)
1999년 1월, 신기술개발 벤처기업 인증(중소기업청)
1999년 3월, 병역특례업체(산업기능요원)지정(병무청)
1999년 5월, 기업 부설연구소 설립 및 인가(과학기술부)
1999년 3월, 병역특례연구기관(전문연구요원)지정(병무청)
2001년 2월, IR52 장영실상 수상(과학기술부장관)
2001년 2월, 유망중소정보통신기업 선정(정보통신부)
2001년 10월, INFOZENT 제품군 'I-Surfer' 및 ‘NeoAnt’ 출시
2001년 11월, 디지털이노베이션 대상 100대기업 선정(한국일보)
2002년 2월, Leading Venture 185 선정(전국경제인연합회)
2002년 4월, 임경환 대표 35회 과학의날 유공자 표창 - 국무총리상 수상
2002년 8월, 임경환 대표 이 달의 자랑스런 중소기업인상 수상(중소기업청)
2003년 1월, TL9000 : ISO9001 인증 획득 2003중소기업청 KBAN 우수벤처기업 선정
2003년 7월, 우량기술기업선정(기술신용보증기금)
2004년 10월, “2004 서울벤처대상” 수상
2004년 11월, 제7회 한국 인터넷 대상 수상
2004년 11월, 지능형 에이전트 핵심 기술 특허 획득
2005년 2월, 지역혁신선도기업선정 및 사례발표 (국가균형발전위원회/산업자원부/중소기업진흥공단)
2005년 2월, 대한민국 이머징 우수기술상 수상(서울경제)
2005년 6월, 뉴스 저작권사업 공식유통사 선정 (한국언론재단)
2005년 8월, 제6회기술혁신대전 기술혁신상 수상
2005년 11월, 아이서퍼 OPEN
2005년 11월, 아이서퍼 GS인증 획득(한국정보통신기술협회)
2005년 12월, “2006 신 S/W 대상”수상(정보통신부)
2007년 1월, 아이스크랩 OPEN
2007년 1월, 디지털이노베이션 대상 수상 (정보통신부장관)
2007년 5월, TV신문” 본서비스 개시 -> 메가패스TV(양방향 시청률 1위 기록)
2007년 5월, TV신문 하나TV / CJ 계약
2007년 11월, 일본 신문 시장 진출 위한 CSK그룹과 MOU 체결
2008년 6월, 언론재단, 교육부 공동 운영 신문 교육 서비스 e-NIE 시범 사업
2008년 7월, 지식경제부 방송통신위 신문방송 채널사업자 등록 승인
2008년 9월, 2008 강원경제인상 신기술상 수상
2009년 1월, KT 와이브로 뉴스 서비스 사업자 선정
2009년 2월, 한국 온라인신문협회 모바일 신문 컨텐츠 제공 MCP 선정
2009년 3월, 신문활용교육 e-NIE 사업 상용화(강원교육청 등 10개 교육청 e-NIE 서비스)
2010년 1월, 아이폰, 아이패드 신문&뉴스 통합 APP 개발
2010년 2월, 정부 부처 뉴스 통합 유료 서비스 사업자 선정
2010년 3월, KT 태블릿 PC 신문, 잡지 컨텐츠 공급 MCP 계약 체결
2010년 4월, 인터파크 “비스킷”e-book 신문 서비스 계약
2010년 4월, KT “북카페” e-book, 4Screen 신문&뉴스 통합 서비스 계약
2011년 3월, 신문, 잡지 통합 서비스 사이트 “www.paoin.com” beta open
2011년 9월, 아이패드 신문, 잡지 통합 어플 유료서비스
2012년 7월, 차세대 오픈형 전자출판 플랫폼 과제 사업자 선정
2012년 8월, 신문잡지 통합앱“파오인”서비스-Ios, Android
2012년 9월, "브랜드매거진" OPEN
2012년 10월, 아이서퍼 3.0 OPEN 600기관 돌파
2012년 12월, “파오인”앱 N-SCREEN 서비스 개시
2013년 3월, 아이서퍼 모바일 서비스 출시
2013년 6월, 파오인 모바일 사보/소식지 서비스 출시
2013년 6월, 아이서퍼 모바일 서비스 출시
2015년 8월, 아이서퍼 트렌드 출시 (소셜 빅데이터 관리시스템)
2015년 11월, 한국저작권위원회 컴퓨터프로그래밍저작권, 데이터베이스저작권 등록 (아이서퍼외)
2016년 11월, 코넥스 신규 상장
2018년 1월, 아이서퍼 V4런칭
2018년 10월, 띄어쓰기 모듈 개발 (고려대학교)
2019년	06월, 딥러닝 감성분석 모듈개발(고려대 산학협력단과 합작)
2019년	07월, 주식회사 위고(AI전문기업) 인수
2020년 1월, 조선일보 100주년 기념 웹 지면서비스 데이터 구축
2020년 6월, 위고몬 출시
2020년 6월, 한국언론진흥재단 뉴스콘텐츠 디지털화 지원사업 구축
2021년	04월, 2021년도 AI바우처 지원사업」사업수행기관 선정(과학기술정보통신부)
2021년	04월, 미디어 빅데이터 기술 공동협력을 위한 SBS 와 업무협력 체결
2021년	06월, 로제우스(ROZEUS) 베타버전 출시
2021년	06월, 하이서울 기업지원 모니터링 및 분석기술분야 선정
2021년	08월, 비플라이소프트-건국대학고 산학협력협약 체결
2021년	09월, 로제우스(ROZEUS) 정식 출시
2022년 6월, 코스닥 이전상장
2022년 6월, 한국잡지협회와 비플라이소프트와 전략적 업무제휴